# Modula-3
Il Modula-3 è un linguaggio di programmazione object-oriented nato come evoluzione del Modula-2. È stato progettato da Luca Cardelli, Jim Donahue, Mick Jordan, Bill Kalsow and Greg Nelson presso i centri di ricerca di DEC e Olivetti.

## Programma di esempio (Hello world)
```
MODULE Main; 
IMPORT IO;
BEGIN
  IO.Put("Hello World\n");
END Main;
```